# Cristina Fernández (música)
Cristina Fernández (13 de noviembre de 1946, Montevideo) es una música popular uruguaya, principalmente reconocida por su trayectoria junto a Washington Carrasco con quien conforma el dúo que lleva sus nombres.

## Biografía
Cristina Fernández cursó sus estudios de guitarra con Daniel Viglietti y de canto con Nelly Pacheco y Mabel Moreno. En sus comienzos artísticos perteneció a varios grupos intérpretes de música latinoamericana. También incursionó como solista, principalmente con la interpretación de canciones y poesía gallega, idioma con el cual tiene un fuerte arraigo debido a su ascendencia familiar. En 1976 participa del espectáculo Inti Canto realizado en la Alianza Francesa de Montevideo, el cual estaba dirigido por Washington Carrasco y a partir de ese momento deciden la integración del dúo con el que continúan sus presentaciones artísticas hasta la actualidad.

## Discografía

### Solista
- Falade Galego (La Batuta LBC 002. 1983)
- Unha terra, un pobo e unha fala (Ceibo CSLP 75511-4. 1985)
- Mel e Cerna (Orfeo. 1992)
- Raigames (Orfeo / EMI 4 96937 2. 1998)
- Lembranza (2003)
- Cristina Fernández canta a Rosalía de Castro (Ayuí / Tacuabé a/e375cd. 2012)
- Palabras de amor (Ayuí / Tacuabé a/e446cd. 2020)

### Con Washington Carrasco
- Ver: Discografía de Washington Carrasco y Cristina Fernández

- Datos: Q5791451
- Multimedia: Cristina Fernández / Q5791451